# Salle du Jeu de paume de la Bouteille

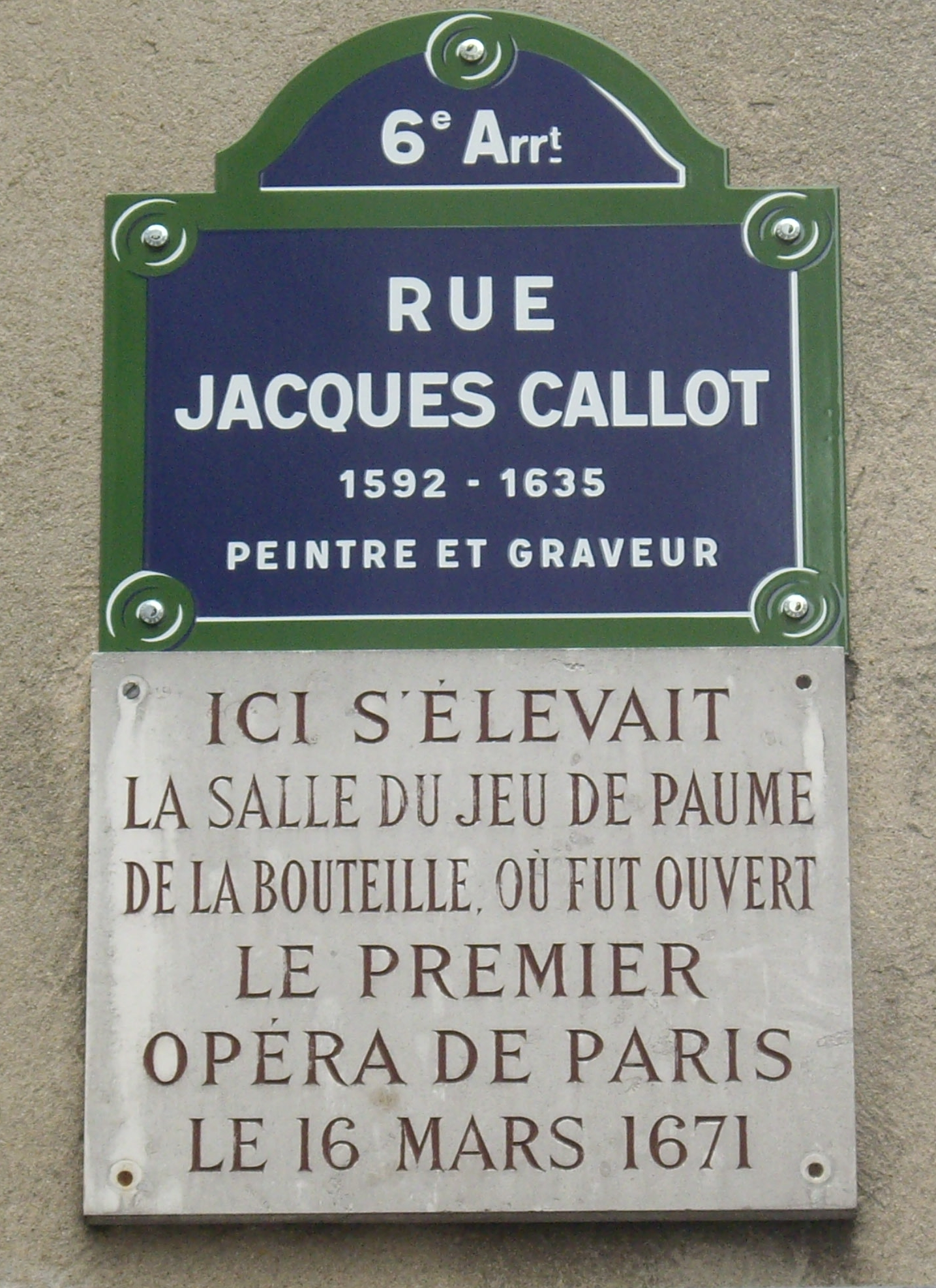
Plaque à l'angle de la rue Jacques-Callot et du no 42 de la rue Mazarine : « Ici s'élevait la salle du Jeu de paume de la Bouteille, où fut ouvert le premier Opéra de Paris le 16 mars 1671 ».

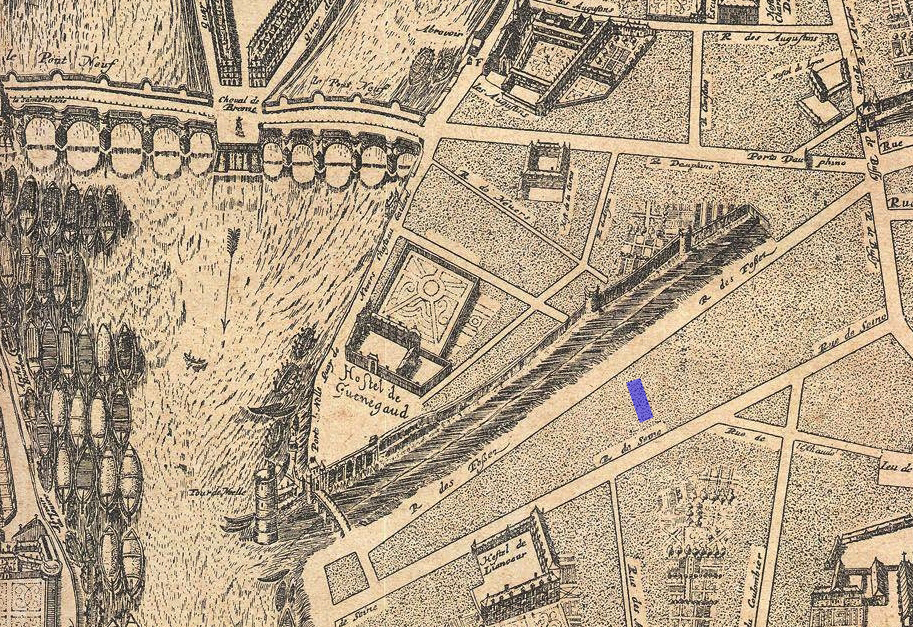
Localisation du Jeu de paume de la Bouteille sur le plan de Gomboust (1652).

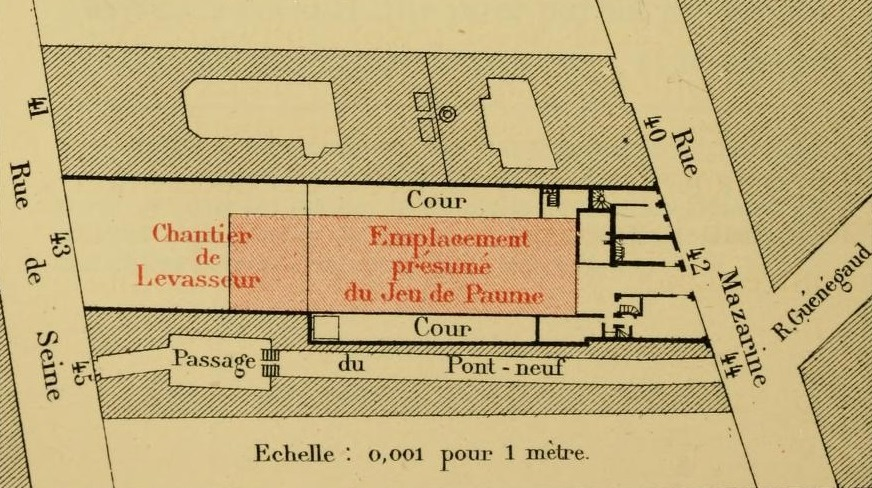
Plan de l'emplacement présumé de la salle, près du passage du Pont-Neuf (1886).

La salle du Jeu de paume de la Bouteille, puis théâtre de Guénégaud, est une salle de spectacle parisienne disparue, anciennement située à l'angle de la rue Jacques-Callot et de la rue Mazarine dans le 6e arrondissement où fut donnée, le 3 mars 1671, la première représentation publique de l'Académie d'opéra avec Pomone, opéra composé par Robert Cambert sur un livret de Pierre Perrin, consacrant la naissance de l'opéra français et où fut fondée, le 21 octobre 1680 la troupe de la Comédie-Française . 

## Historique
Le 8 octobre 1670, l'entrepreneur de spectacle Alexandre de Rieux, marquis de Sourdéac et le financier Laurens de Bersac de Fondant, sieur de Champeron, louent pour cinq ans le Jeu de paume de la Bouteille, rue des Fossés-de-Nesle (actuelle rue Mazarine dans le 6e arrondissement de Paris), afin d'y installer l'Académie d'opéra dont Pierre Perrin, avec lequel ils se sont associés, a obtenu le privilège par lettre patente du 29 juin 1669.
Le 3 mars 1671, la première représentation publique de l'Académie d'opéra est donnée dans la salle du Jeu de Paume de la Bouteille avec Pomone, composé par Robert Cambert sur un livret de Pierre Perrin et considéré comme le premier opéra français. Sourdéac a créé la lourde machinerie qui a contribué au succès de la représentation. Jean-Baptiste Lully, auquel est transféré le privilège des représentations d'opéra, installant l'Académie royale de musique dans la salle du Jeu de paume de Bel-Air, la salle de la Bouteille est fermée le 30 mars 1672.
Après la mort de Molière, le 17 février 1673, la salle du Palais-Royal est donnée à Lully et la troupe de Molière en est chassée. Fusionnant avec celle du Marais, ils louent ensemble, le 23 mai, la salle du Jeu de paume de la Bouteille qu'ils achètent ensuite avec « theâtre, orquestre, machines, mouvemens, cordages, contre poids, peintures. » à Sourdéac et Chaperon ceux-ci devenant membres de la troupe obtenant ainsi un droit de vote dans les délibérations de la compagnie. La nouvelle troupe reprend les représentations le 9 juillet. En 1680, les comédiens de l'hôtel de Bourgogne rejoignent la troupe et la nouvelle fusion donne naissance, le 21 octobre 1680, à la troupe de la Comédie-Française. La salle du Jeu de paume de la Bouteille prend alors le nom de théâtre de Guénégaud où les Comédiens-Français resteront jusqu'en 1687, la proximité avec le récent Collège des Quatre-Nations les chassant une nouvelle fois. Ils trouvent alors refuge au Jeu de paume de l’Étoile.